# Karen Michels
Karen Michels (* 11. Juli 1959 in Rinteln) ist eine deutsche Kunsthistorikerin.

## Leben
Sie studierte in Bonn und Hamburg. Nach der Dissertation 1987 über Le Corbusier hatte sie ein Stipendium am Zentralinstitut München. Von 1993 bis 1997 war sie wissenschaftliche Mitarbeiterin am Kunstgeschichtlichen Seminar der Universität Hamburg, befasst mit der Wiedereinrichtung und Betreuung des Warburg-Hauses. Sie forschte in Paris und den USA. Nach der Habilitation 1997 lehrte sie von 1998 bis 2000 an den Universitäten Jena, Halle (Saale) und HU Berlin. Seit 2002 arbeitet sie für die „Agentur/Akademie für KunstVerstand“ in Hamburg.
Ihre Schwerpunkte sind Wissenschaftsgeschichte, Emigration, Warburg, Panofsky, moderne Architektur, Symbolforschung.

## Schriften (Auswahl)
- Der Sinn der Unordnung. Arbeitsformen im Atelier Le Corbusier. Braunschweig 1989, ISBN 3-528-08733-1.
- Transplantierte Kunstwissenschaft. Deutschsprachige Kunstgeschichte im amerikanischen Exil. Berlin 1999, ISBN 3-05-003276-6.
- Aby Warburg. Im Bannkreis der Ideen. München 2007, ISBN 3-406-55885-2.
- Martin Luther – die Lektionen der Straße. Wie die Welt das Denken des Reformators veränderte. Hamburg 2010, ISBN 978-3-86260-004-5.